# 军旗号列车
军旗（法語：Étendard）是曾运营于法国巴黎至波尔多间一班长途列车所使用的名称，由法国国家铁路自1968年起以快速列车（Rapide）类别开行。列车在1971年至1984年间是一列仅设一等车厢等级的全欧快车，并在1973年至1975年间南行提供由巴黎至西班牙的国际服务。1984年6月，列车恢复为两舱等级快速列车，后于1990年当巴黎至波尔多间引入法国高速列车（TGV）服务后停运。其命名源自“军旗”的法语单词，通常是指在游行示威和战斗时所使用的军事横幅。

## 线路
军旗号的核心线路是全长584公里的巴黎－波尔多铁路。列车通常每日开行，唯周六仅限南行及周日仅限北行。从1973年开始，军旗号的南行线路随着波尔多－伊伦铁路一直延长至西班牙城市伊伦终到；北行线路则被延长至法国及西班牙交界的边境城市昂代始发。在夏季的时刻表中，这些延长路线会在全部工作日（每周6日）中开行，某些节假日除外。而在其它季节，波尔多至伊伦或昂代区间的开行次数通常为每周1日，其中周六仅限南行、周日仅限北行。这些延长路线一直持续运营至1975年。
以下为军旗号在1973年夏季的时刻表：
| TEE5次 | TEE5次 | 停靠站   | TEE4次 | TEE4次 |
| 里程   | 时刻   | 停靠站   | 时刻   | 里程   |
| ------ | ------ | -------- | ------ | ------ |
| 0      | 07:50  | 巴黎     | 23:30  | 816    |
| 332    | 10:00  | 普瓦捷   | ↑      | 484    |
| 445    | 10:49  | 昂古莱姆 | 20:32  | 371    |
| 581    | 11:55  | 波尔多   | 19:27  | 235    |
| 812    | 14:11  | 昂代     | 17:10  | 4      |
| 816    | 14:17  | 伊伦     | ↑      | 0      |

## 编组
军旗号通常使用法国国家铁路的CC 6500型电力机车担当牵引任务。带有列车名称的挡板会附在机车的前方，这种做法也适用于采用机车牵引方式的阿基坦号和卡比托勒号中。
当军旗号在1971年成为全欧快车后，其编组采用法国国家铁路的大型舒适型车厢，当中包括一节A4Dtux型守车、三节A8tu型开放座车、六节A8u型隔间座车、一节A3rtu型酒吧车和一节Vru型餐车。它们会被漆成醒目的红色、橙色、浅灰色和瓦灰色涂装。从1973年6月3日起，为了将列车的运行速度提升至200公里/小时，军旗号被缩短为十节车厢的编组，分别为一节A4Dtux、两节A8tu、五节A8u、一节A3rtu和一节Vru。
在军旗号22年的运营生涯中，其餐车的雇员均由国际卧铺车公司（简称）提供。

## 脚註
1. ↑  Cook 1984，第64頁.
2. 1 2  Cook 1974，第71、467頁.
3. ↑  Nock 1978，第120-121頁.